# Karawannyj
Karawannyj (ros. Караванный) – osiedle w Rosji, w obwodzie orenburskim, w rejonie orenburskim. W 2010 liczyło 2432 mieszkańców.